# Besættelseszoner i Østrig efter 2. verdenskrig
Efter 2. verdenskrig blev Østrig delt i 4 besættelseszoner svarende til de 4 allierede sejrsherrer: Storbritannien, Frankrig, USA og Sovjetunionen. Opdelingen svarede til opdelingen af Tyskland i fire besættelseszoner. Wien, der lå inde midt i den sovjetiske zone, blev ligesom Berlin, delt i 4 zoner, samt 1 international zone i bymidten.
Besættelsen varede indtil 1955 hvorefter Østrig blev et selvstændigt land efter forskrifterne i den Østrigske Statstraktat